# Grande bardane
Arctium lappa
La Grande Bardane (Arctium lappa L.), également appelée Bardane officinale ou Bardane commune, est une espèce de plante à fleurs herbacée annuelle ou bisannuelle de la famille des Astéracées. Elle possède de nombreuses propriétés favorables à la santé, et constitue une plante traditionnelle des médecines populaires. Elle est également cultivée comme plante potagère pour sa racine consommée comme légume.

## Phytonymie
Le nom scientifique du genre (Arctium) correspond au grec arktos (ours), peut-être du fait de leur apparence hirsute et « mal léchée ». L'épithète lappa dérive du grec lambanô, « accrocher », par allusion aux capitules munis de crochets favorisant la zoochorie. Quant au nom vernaculaire (bardane), il est issu du latin médiéval bardana, altération du latin tardif dardana mentionné par Pseudo-Apulée dans De Herbis qui lui-même correspondrait au germanique *daroþ « dard » (cf. v. angl. daroþ, v. norr. darraðr, anc. h. all. tart), rappelant les crochets qui permettant la dissémination des graines de la plante et ont inspiré l'invention du Velcro.
Elle porte de nombreux noms vernaculaires : Bardane comestible, Grande bardane, Glouteron, Bardane géante, Herbe aux teigneux. Elle est parfois appelée secondairement ou régionalement Chou d'âne, Copeau, graquias, crakia, Grippe, Herbe au teigneux, Herbe aux pouilleux, Herbe aux seigneurs, Napolier ou Oreille-de-géant.
Gobo (nom japonais de la bardane cultivée). En allemand : Große Klette, en anglais : edible burdock, en espagnol : bardana.

## Description

### Appareil végétatif
Plante bisannuelle ou vivace à développement spectaculaire qui peut atteindre 3 m de haut. Sa racine pivotante est charnue, assez longue (jusqu'à 50 cm), brune à l'extérieur, blanche à l'intérieur. Ses grandes feuilles alternes, largement ovales, obtuses, cordiformes à la base, ondulées sur les bords, vertes dessus, blanchâtres et pubescentes avec des nervures en dessous, à long pétiole. Ces grandes feuilles velues permettent de distinguer la Bardane de la Pétasite, plus circulaire, et de la Patience à feuilles obtuses ou de la rhubarbe qui n'ont pas de feutre en-dessous. La tige unique, dressée, très rameuse, est souvent velue et rougeâtre en raison de la présence d'anthocyanes.

### Appareil reproducteur
Les fleurs, violettes, sont groupées en capitules globuleux réunis en grappes. Elles apparaissent en plein été (juillet-août). Les capitules rose pourpré sont entourés d'un involucre formé de bractées très nombreuses à pointe recourbée formant un crochet, qui aident à leur dissémination par les animaux (zoochorie).
Espèce
Classification phylogénétique
Les fruits sont des akènes grisâtres de 5 à 6 mm de long, comprimés, à courte aigrette, entourés sur le réceptacle de touffes de poils jaunâtres raides.

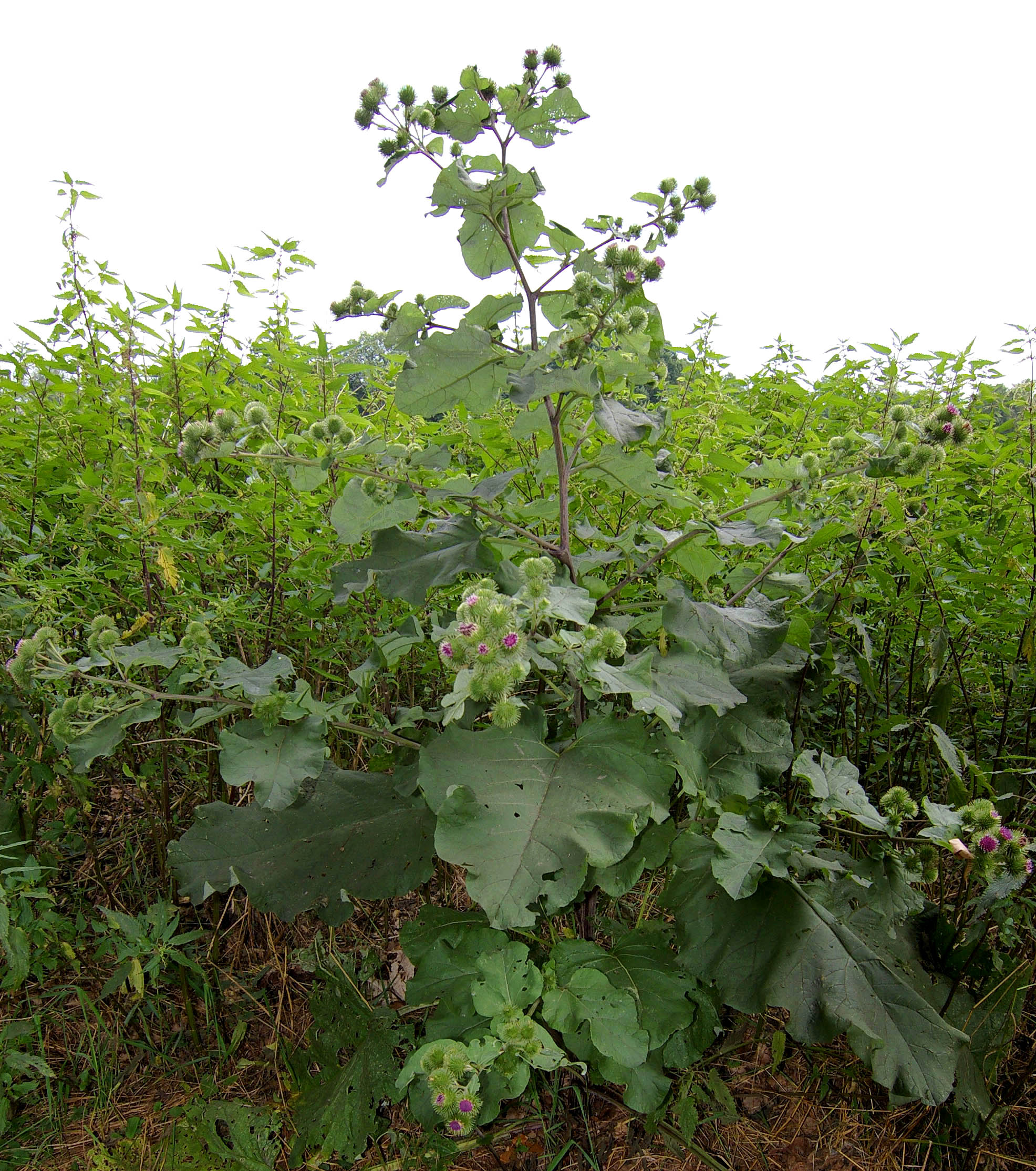
Habitus.
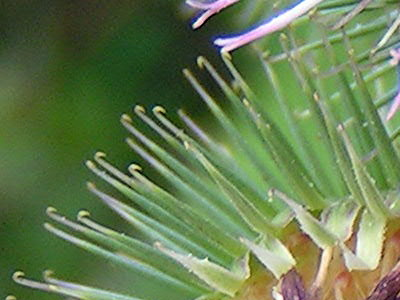
Petits crochets sur un fruit de bardane (Arctium Lappa).
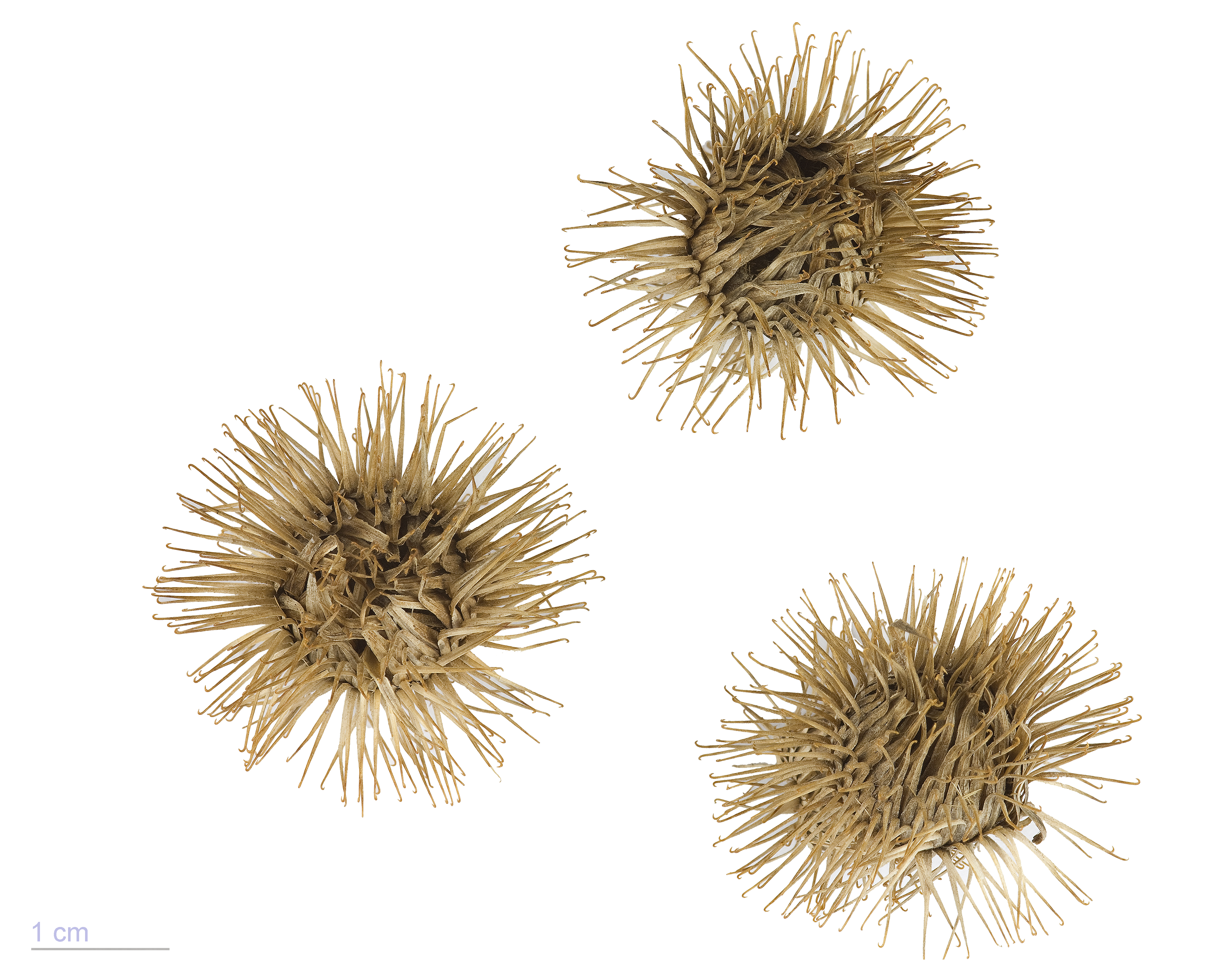
Arctium lappa au Muséum de Toulouse.

## Origine et distribution

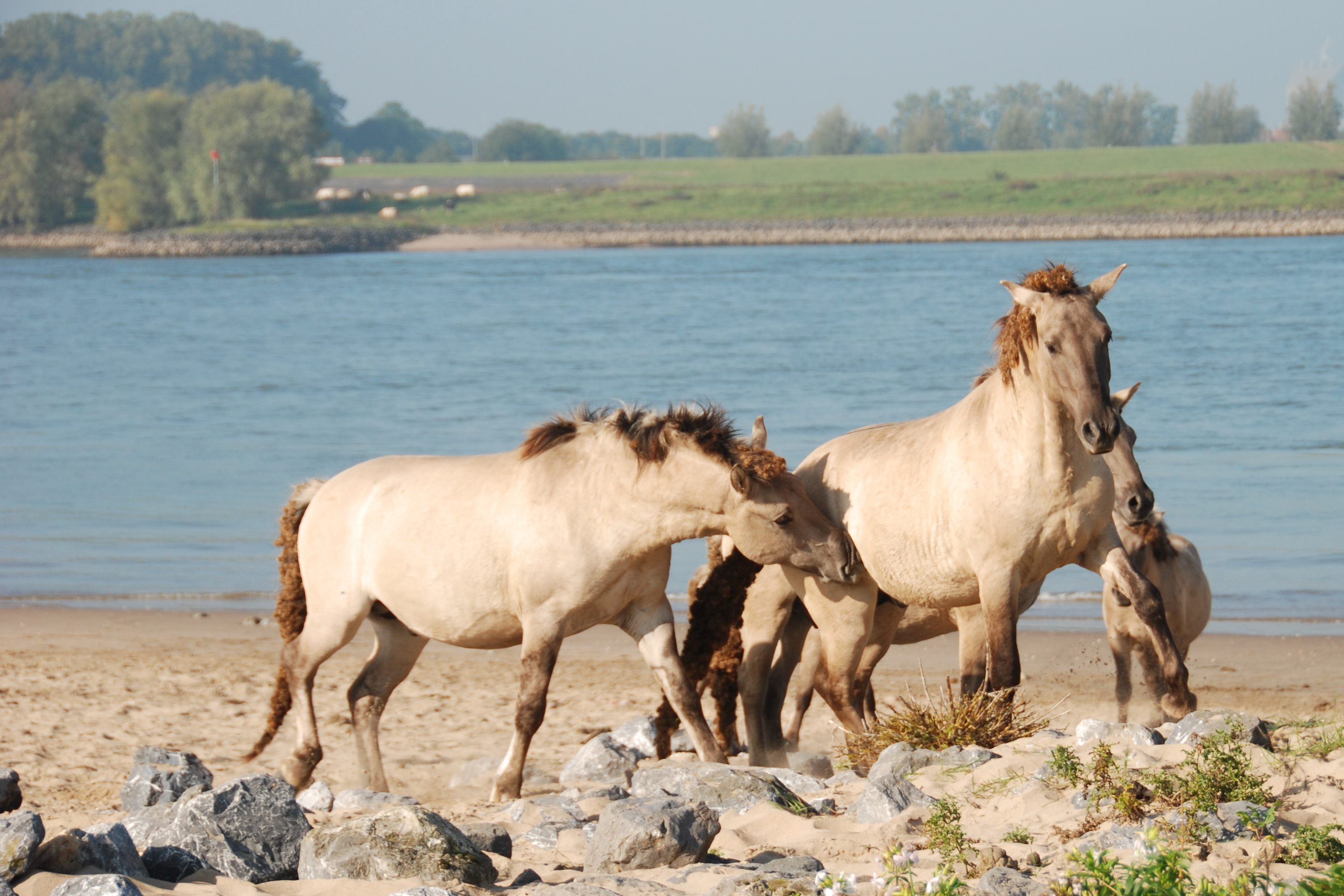
Les crinières et queues de ces chevaux koniks (ici en semi-liberté dans une vaste aire naturelle protégée) sont presque couvertes de fruits de grande bardane. Les grands animaux sauvages en dispersaient autrefois les graines et fruits sur de grandes distances.

Cette espèce est originaire des régions tempérées de l'ancien monde : Europe (de la Scandinavie à la Méditerranée et des Îles Britanniques à la Russie), Asie (du Proche-Orient à la Chine et au Japon), ainsi que du sous-continent indien. C'est une plante typique des terrains en friche proches des habitations, riches en azote (friches nitrophiles).
Des traces de consommation par les hommes remontent au mésolithique. La bardane est l'un des médicaments les plus importants et les plus anciens des ethnomédecines. Dioscoride, Galien l'utilisent dans la médecine antique, elle figurait parmi les plantes recommandées dans le capitulaire De Villis au Moyen Âge.
Des formes améliorées sont cultivées notamment en Chine, au Japon, à Java, aux iles Hawaii. La culture de la plante au Japon remonte à l'ère Jōmon. Les bardanes cultivées constituent des variétés (var. edule, Lappas edulis), elles présentent des racines plus grosses que la plante spontanée, différentes nuances de couleur, il existe au Japon un cultivar cultivé pour la feuille.

## Culture
Elle préfère un sol frais, profond, bien travaillé et riche en humus et une exposition ensoleillée. La bardane est très réactive aux engrais azotés.
La multiplication se fait par semis en place, en juin-juillet. Pépinière en février-mars ou en place en avril-mai.
La récolte intervient de 3 à 4 mois après le semis, jusqu'à la mi-novembre. Au-delà les racines risquent de devenir trop fibreuses.
Le paillage à base de bardane broyée permettrait de lutter contre le mildiou. En effet, la bardane a la capacité de « concentrer » les ions de cuivre et peut donc être un bon fongicide.

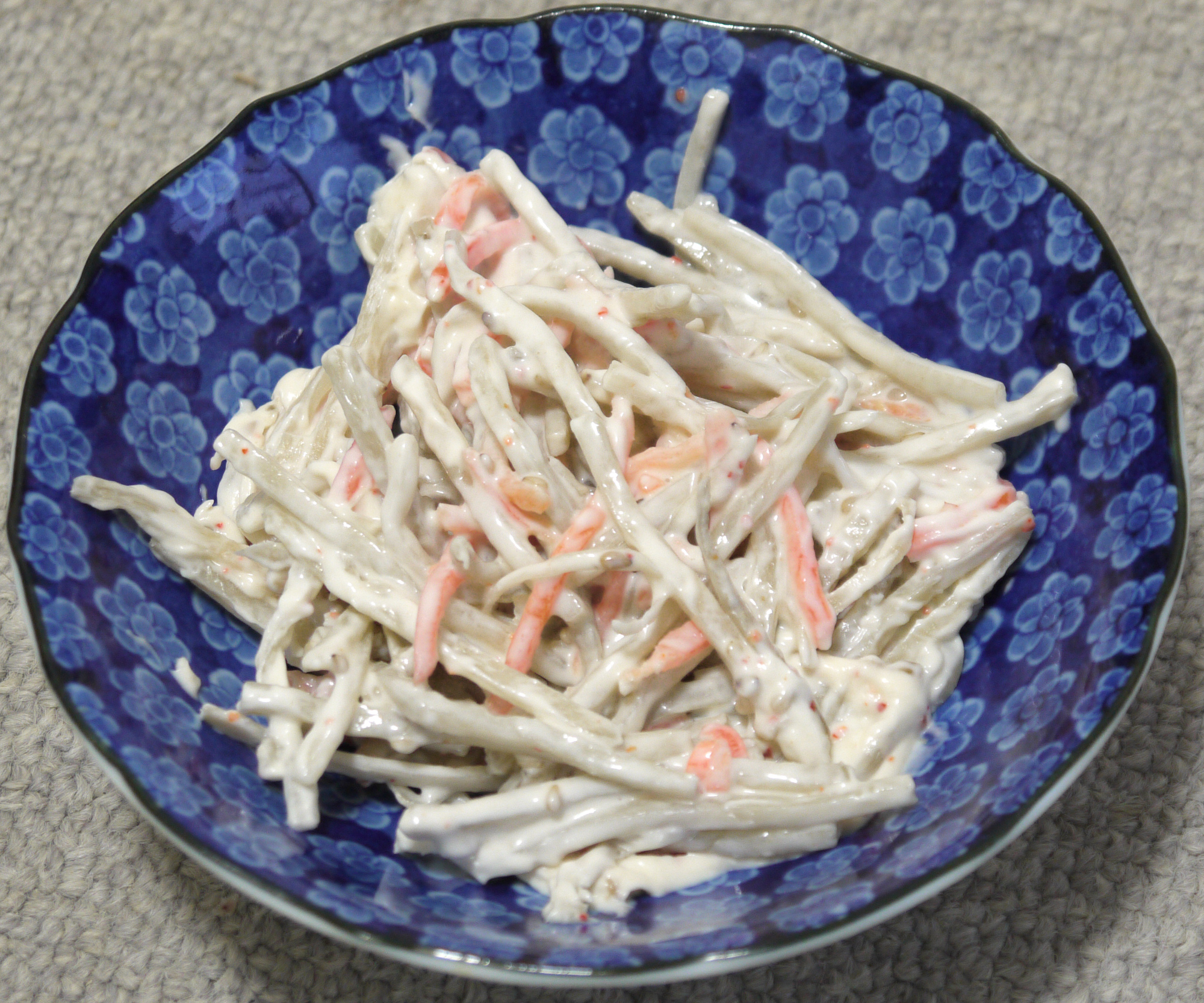
« 牛蒡サラダ　(Gobō sarada) », salade de bardane japonaise.

## Utilisations

### Alimentaire
La racine de bardane se consomme crue ou cuite. Ayant un agréable goût d'artichaut et une saveur sucrée due à l'inuline, elle s'accommode à la manière des salsifis, sautée ou en gratin. On s'en est servi, coupée en morceaux et torréfiée comme succédané de café. Au Japon est aussi vendue marinée et enveloppé de feuilles de périlla.
Les jeunes feuilles sont également consommables mais elles doivent être blanchies pour éliminer leur amertume. Les jeunes pousses peuvent se manger comme des asperges ou être cuisinées à la vapeur.

### Pharmacopée[19]
Les organes contiennent les composés actifs utiles à la santé suivants : l'inuline, l'arctigénine, les tanins, l'arctiine, l'acide caféique, le bêta-eudesmol, la trachélogénine-4, le sitostérol-bêta-D-glucopyranoside, la diarctigénine, le lappaol et l'acide chlorogénique. En 2024 une publication indienne a dressé la liste des nutriments et composés des diverses parties de la plantes et de leurs activités thérapeutiques démontrées (en partie en modèle murin).
La racine de grande bardane est réputée diurétique, détoxifiante (élimination par les reins, la peau & les muqueuses), hépatoprotectrice, diaphorétique (induction de la sudation) et utile pour le soulagement des douleurs rhumatismales et le soins des dermatoses.
La Grande bardane est utilisée traditionnellement en tant que diurétique ou dépuratif sanguin, laxatif, dans le traitement des lithiases biliaires ou urinaires, et pour certaines affections musculo-squelettiques.
Les composants de la Grande bardane peuvent se lier à des composés toxiques tels que les polycholorobenzènes (PCB), et ainsi faciliter leur élimination. L'action hépatoprotectrice de divers éléments de la Grande bardane a ainsi pu être testée expérimentalement. Les acides caféoylquiniques présents en quantité importante dans la Grande bardane ont quant à eux une activité reconnue contre plusieurs agents hépatotoxiques. Enfin, la Grande bardane réduit l'absorption intestinale de cholesterol et de lipides, ainsi que la formation d'acides lithocholique et désoxycholique. Ces observations expérimentales corroborent ainsi l'utilisation traditionnelle de la grande bardane comme hépatoprotecteur, dépuratif et détoxicant.
La Grande bardane est aussi utilisée dans le traitement de maladies de la peau, en particulier l'acné. Cette action est en partie liée à son activité dépurative et détoxifiante, à la stimulation de l'activité hépatobiliaire et de la diurèse. De plus, la grande bardane possède une activité anti-inflammatoire et anti-oxydante, et l'on sait que la formation excessive de radicaux libres dans la peau joue un rôle dans la pathogenèse de l'acné et d'autres dermatites. Finalement, les acides caféoylquiniques protègent le collagène cutané des altérations induites par le rayonnement solaire ou les U.V. artificiels, et inhibent l’hyaluronidase.

### Autres
Depuis le Moyen Âge jusqu'à aujourd'hui en techniques de survie, les grandes feuilles au toucher de velours de Bardane, comme celles des bouillons ou de l'oreille de lapin, font office de papier toilette.